# Manfred Zapatka
Manfred Zapatka, né le 2 octobre 1942 à Brême, est un acteur allemand.

## Biographie et carrière
Manfred Zapatka est le fils d'un conseiller de rédaction et d'une femme au foyer. Il a grandi à Cloppenburg, où il a été diplômé du secondaire en 1962. Après ses études à l'école de théâtre Bochum (Schauspielschule Bochum), il joue au théâtre de Fribourg et d'Essen. Sa percée eut lieu au Staatstheater Stuttgart lorsqu’il a été engagé par Claus Peymann. Il fut pendant plus de vingt ans l'un des protagonistes du théâtre de Dieter Dorn.
Son premier grand rôle au cinéma est celui du proxénète Heinz dans Utopia de Sohrab Shahid Saless, présenté au concours de la Berlinale en 1983. De nombreuses apparitions dans des séries télévisées telles Le Renard, Derrick, Berlin, brigade criminelle l’ont fait connaître du grand public. Il est également narrateur de livres audio.
Dans Todesspiel de Heinrich Breloer, documentaire télévisé sur l'enlèvement de Hans Martin Schleyer par la Fraction armée rouge et le détournement du vol 181 de la Lufthansa à Mogadiscio, il tient le rôle du chancelier allemand Helmut Schmidt.
Il entame ensuite une collaboration étroite avec le réalisateur Romuald Karmakar : Das Himmler-Projekt (2001), Et la nuit chante (2004) qui figure sur la sélection officielle de la Berlinale 2004, Hamburger Lektionen (2006).
Manfred Zapatka était en 2004 membre de la 12e Assemblée fédérale d’Allemagne. Il a été nommé par le SPD et représentait l'état de Basse-Saxe.
Il vit aujourd'hui à Berlin et est acteur freelance. Il fut marié deux fois et a trois enfants y compris un enfant adopté.

## Filmographie partielle

### Films
- 1945 : Shiva und die Galgenblume
- 1964 : L'Agneau (de)
- 1972 : Zoff : Jochen
- 1983 : Empfänger unbekannt : Mann
- 1983 : Utopia : Heinz
- 1990 : Der Rausschmeißer
- 1991 : Erfolg : Kaspar Pröckl
- 1993 : Ebbies Bluff : Schmidtmeyer
- 1997: Todesspiel de Heinrich Breloer: Le chancelier Helmut schmidt
- 2000 : Das Himmler Projekt : Heinrich Himmler
- 2000 : Erkan and Stefan : Herr Eckernförde
- 2000 : DoppelPack : Boutiquen-Kunde
- 2000 : Manila : Herbert
- 2002 : Elefantenherz : Gerd Hermsbach
- 2003 : Der Puppengräber : Bruno Kleu
- 2004 : Et la nuit chante : Vater
- 2005 : L'Imposteur : Martin Steeb
- 2006 : Wigald : Vater
- 2006 : Le Libre Arbitre (Der freie Wille) : Claus Engelbrecht, le père de Nettie
- 2006 : Offset : Herr Fischer
- 2006 : Eden : Vater Xaver
- 2007 : Fin de parcours : Heinz
- 2019 : L'Affaire Collini
- 2023 : Lettres de l'au-delà: Gerd Dennert

### Séries télévisées
- 1980 : Derrick : Du sang dans les veines (Der Tod sucht Abonnenten)[5]
- 1983 : Tatort : Roulette mit 6 Kugeln
- 1983 : Tatort : Blütenträume
- 1986 : La Clinique de la Forêt-Noire
- 1986 : Un cas pour deux : Fasolds Traum
- 1986 : Le Renard : Der Mord auf Zimmer 49
- 1986 : Le Renard : Tatverdacht
- 1988 : Derrick : Une sorte de meurtre (Eine Art Mord)
- 1993 : Tatort : Die Zärtlichkeit des Monsters
- 1994 : Derrick : Le naufrage (Das Floß)
- 1996 : Un cas pour deux : Miese Tricks
- 1996 : Tatort : Freitagsmörder
- 1996 : Derrick : L'écho de la mort (Mordecho)
- 2001 : Tatort : Havarie
- 2003 : Tatort  : Mutterliebe
- 2007–2009 : Berlin, brigade criminelle

## Distinctions
- 2002 : Prix Adolf-Grimme pour le rôle de Heinrich Himmler dans Das Himmler-Projekt (également attribué à Romuald Karmakar)
- 2008 : Prix Adolf-Grimme pour Berlin Brigade criminelle (également attribué à Orkun Ertener et Kathrin Breininger)[6]
- 2009 : Prix du livre audio allemand (Deutscher Hörbuchpreis) : catégorie meilleur interprète pour Iliade d’Homère[7]
- 2009 : Prix de la télévision bavaroise (Bayerischer Fernsehpreis) :catégorie meilleur acteur de séries pour Berlin, brigade criminelle[8]